# Erardo II de Brienne

Brasão com as Armas da Casa de Brienne

Erardo II de Brienne (1130 - 8 de Fevereiro de 1191) foi conde de Brienne de 1161 a 1191.

## Biografia
Foi general general francês durante a Terceira Cruzada, mais notadamente no cerco da cidade de Acre. Durante este cerco viu o seu irmão André de Brienne morrer, acontecimento ocorrido no dia 4 de outubro de 1189 antes de ele mesmo ser morto em 8 de Fevereiro 1191.

## Relações familiares
Foi filho de Gualtério II de Brienne (1110 — 1161) foi conde de Brienne e senhor de Ramerupt e de Adelaide de Soissons (? - 1137). Casou com Inês de Montfaucon, filha de Guilherme III de Nevers, conde de Nevers (1110 - 21 de Novembro de 1161) e de Ida de Sponheim, filha de Engelberto II de Sponheim (1100 - 13 de Abril 1141 e de Uta de Passau (c. 1100 -?) de quem teve:
1. João I de Brienne[1][3] (1170 - 23 de Março de 1237), Rei de Jerusalém de 1210 a 1225 e imperador latino de Constantinopla de 1231 a 1237. Casou por duas vezes, a primeira em 1210 com Maria de Monferrato (1192 - 1212) rainha de Jerusalém e a segunda em Toledo, 1222 com Berengária de Castela, infanta de Castela (1198 - 1237), filha de Berengária de Castela.
2. Gualtério III de Brienne, conde de Brienne casado com Maria Albina de Altavila.
3. Guilherme de Brienne casado com Eustáquia de Courtenay, senhora Pacy-sur-Armançon.
4. Ida de Brienne casada com Arnulfo de Reynel, Senhor de Pierrefitte.
5. André de Brienne (? - 1181).